# Bergbilchbeutler
Der Bergbilchbeutler (Burramys parvus, englisch: mountain pygmy possum) ist eine Beutelsäugerart aus der Familie der Bilchbeutler (Burramyidae). Die Art war lange Zeit nur durch Fossilienfunde bekannt und wurde für eine ausgestorbene Art gehalten, ehe 1966 erstmals lebende Tiere gefunden wurden.

## Beschreibung
Bergbilchbeutler sind kleine, mausähnliche Beuteltiere. Ihr dichtes Fell ist graubraun gefärbt, die Unterseite ist heller. Der lange Schwanz ist bis auf die Schwanzwurzel unbehaart und kann als Greifschwanz verwendet werden. Die Tiere erreichen eine Kopfrumpflänge von 10 bis 13 Zentimetern, eine Schwanzlänge von 13 bis 16 Zentimetern und ein Gewicht von 30 bis 60 Gramm.

## Verbreitung und Lebensraum

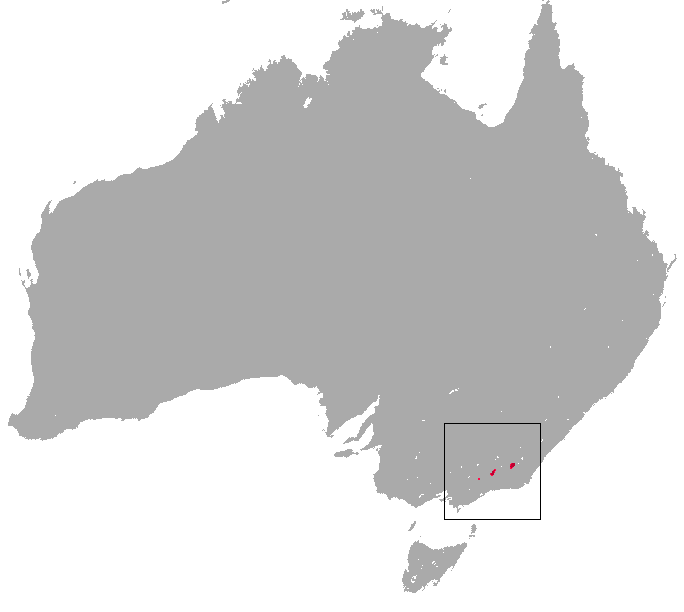
Verbreitungskarte des Bergbilchbeutlers

Bergbilchbeutler leben in der Gebirgsregion im südöstlichen New South Wales im Kosciuszko-Nationalpark und im südlichen Victoria, dort z. B. rund um den Mount Kosciuszko und im Alpine-Nationalpark. Ihr Lebensraum sind buschbestandene Geröllfelder von 1300 bis 2230 Metern Seehöhe. Das Klima in ihrem kleinen Lebensraum ist kalt und niederschlagsreich, Schnee ist sehr häufig.

## Lebensweise und Nahrung
Dass Bergbilchbeutler solange unentdeckt bleiben konnten, liegt zum Teil an ihrer scheuen und ausschließlich nachtaktiven Lebensweise. Es sind soziale Tiere, die außerhalb der Paarungszeit oft in Gruppen zusammenleben. Das gegenseitige Wärmen, wenn mehrere Tiere zusammengedrängt in einer Felsspalte schlafen, dürfte in ihrem kalten Habitat überlebensnotwendig sein. Auch die gegenseitige Fellpflege ist beobachtet worden. Während der Wintermonate halten sie Winterschlaf, die Körpertemperatur fällt auf etwa 2 °C. Die sogenannten Torporphasen
können bis zu 20 Tage dauern. 
Bergbilchbeutler sind Allesfresser, deren Nahrung zum Teil saisonal bedingt ist. Während der wärmeren Monate ernähren sie sich vorwiegend von Insekten, vor allem von Bogong-Faltern (Agrotis infusa), die jedes Jahr den Lebensraum dieser Tiere zum Brüten aufsuchen. Im Herbst und Winter nehmen sie vorwiegend Samen und Beeren zu sich, die sie zum Teil als Wintervorrat lagern. Bergbilchbeutler sind somit die einzigen Beuteltiere, bei denen das Anlegen eines Wintervorrats bekannt ist.

## Fortpflanzung
Weibliche Bergbilchbeutler haben einen gut entwickelten Beutel mit vier Zitzen. Das Paarungsverhalten und die Aufzucht der Jungen sind an die kurzen Sommer der südostaustralischen Berge angepasst. Nach einer kurzen, 13- bis 16-tägigen Tragzeit kommen im Frühling (Oktober oder November) bis zu acht Jungtiere zur Welt. Das bedeutet mehr Neugeborene als Zitzen, sodass nur die schnelleren, besser entwickelten Jungen eine lebensrettende Zitze im Beutel erreichen können, die anderen sterben. Die Jungtiere bleiben drei bis vier Wochen im Beutel und verbringen weitere vier bis fünf Wochen im Nest der Mutter. Während dieser Zeit vertreibt die Mutter alle anderen Tiere, insbesondere die Männchen, aus ihrem Nest und entwickelt ein Territorialverhalten. Mit rund zwei Monaten sind die Jungtiere entwöhnt und selbstständig und müssen ihre Mutter verlassen.

## Geschichte
Robert Broom entdeckte 1894 in Australien in den Wombeyan Caves in New South Wales Versteinerungen des Bergbilchbeutlers. Er nannte diese Art Burramys parvus, also kleine Felsmaus, obwohl sie keine Maus ist, wie Linda S. Broome und I. Mansergh 1994 feststellten. Auch in den 1950er Jahren wurden in Südostaustralien Fossilien gefunden, die als mit den schon bekannten Schlafbeutlern verwandte Tiere identifiziert wurden.
Im August 1966 entdeckte man in einer Skihütte in der Nähe des Mount Hotman in den Bergen von Victoria eine unbekannte Beutelsäugerart, die schon bald als mit den beschriebenen Fossilfunden identisch erkannt wurde. In den Worten des australischen Paläontologen W. D. L. Ride: „Der Traum jedes Paläontologen wurde Wirklichkeit. Die trockenen Knochen des Fossils kamen zusammen und wurden mit Sehnen, Muskeln und Haut bedeckt.“ (zitiert nach Ronald M. Nowak, Eigenübersetzung). In der Folge fand man in der Umgebung viele weitere dieser Tiere und konnte auch ihr Verhalten studieren. Es ist die einzige überlebende Art der Gattung Burramys, die während des Eozäns (andere Angabe: Pleistozän) verbreitet war.
Außergewöhnlich große Waldbrände Ende 2019 und Anfang 2020 schädigten auch die Lebensräume des Bergbilchbeutlers. Es muss noch ermittelt werden, wie schädlich diese Brände waren.

## Bergbilchbeutler und Menschen
Problematisch ist, dass der Lebensraum der Bergbilchbeutler in einem Gebiet liegt, das seit den 1950er Jahren intensiv für den Wintertourismus erschlossen wird. Skipisten zerschneiden ihre Habitate, die für die Ernährung notwendigen Bäume werden gefällt. Nach Auseinandersetzungen zwischen Tourismusbetreibern und Naturschützern kam es zu einer Reihe von Schutzmaßnahmen, darunter Untertunnelungen von Skipisten, die Errichtung von Schutzgebieten und die Nachzucht in menschlicher Obhut. Das Verbreitungsgebiet der Bergbilchbeutler umfasst nur rund 10 km2, Schätzungen zufolge leben nur mehr rund 2600 dieser Tiere, die IUCN listet sie als bedroht.
Heute wird der Bergbilchbeutler in Europa nicht mehr gehalten. Einziger europäischer Halter war der Amazon World Zoo Park in Newchurch auf der Isle of Wight im Vereinigten Königreich.

## Belege
1. ↑  Ook dieren die de brand overleefden, krijgen het zwaar, NRC.nl, 15. Januar 2020.
2. ↑   auf Zootierliste.de; abgerufen am 8. Juni 2015.